# Maison à balcon, près du Trieux
La maison à balcon, près du Trieux est un édifice situé à Pontrieux, en France.

## Localisation
La maison est située sur le territoire de la commune de Pontrieux, 17, rue Saint-Yves, dans le département des Côtes-d'Armor, en région Bretagne.

## Description
Vieille maison en granit appareillé, avec cadres aux ouvertures du premier et fers forgés sur pierres légèrement avancées aux balcons. Trois lucarnes tombent sur les trumeaux. La façade côté rivière est longée d'un large balcon. Sur cette orientation, des moellons remplissent les trumeaux, allèges et dessus des ouvertures. La toiture est prolongée par une panne faîtière.

## Historique
La maison est inscrite partiellement au titre des monuments historiques par arrêté du 14 avril 1965. Éléments protégés : les façades et toitures.

## Galerie

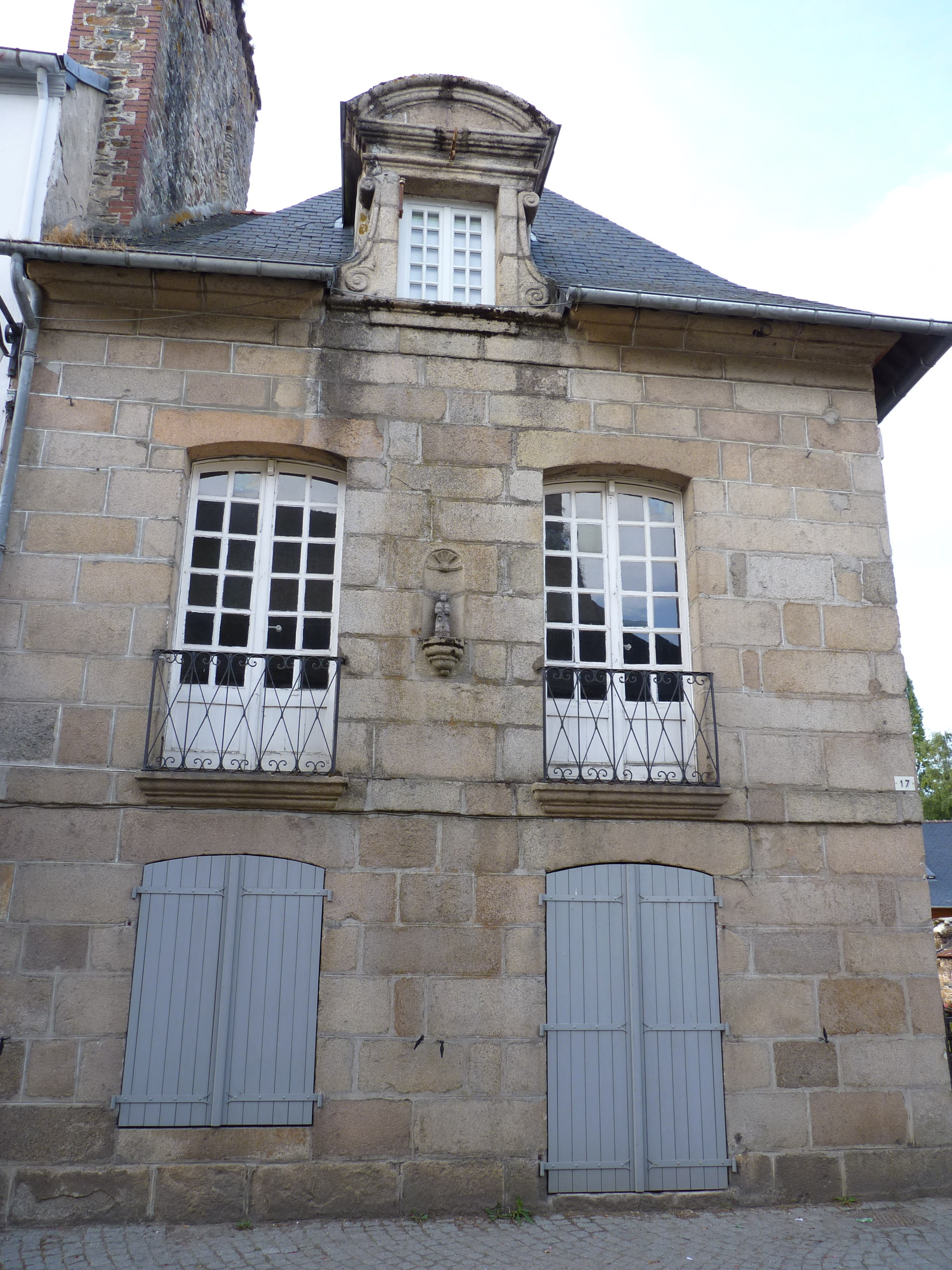
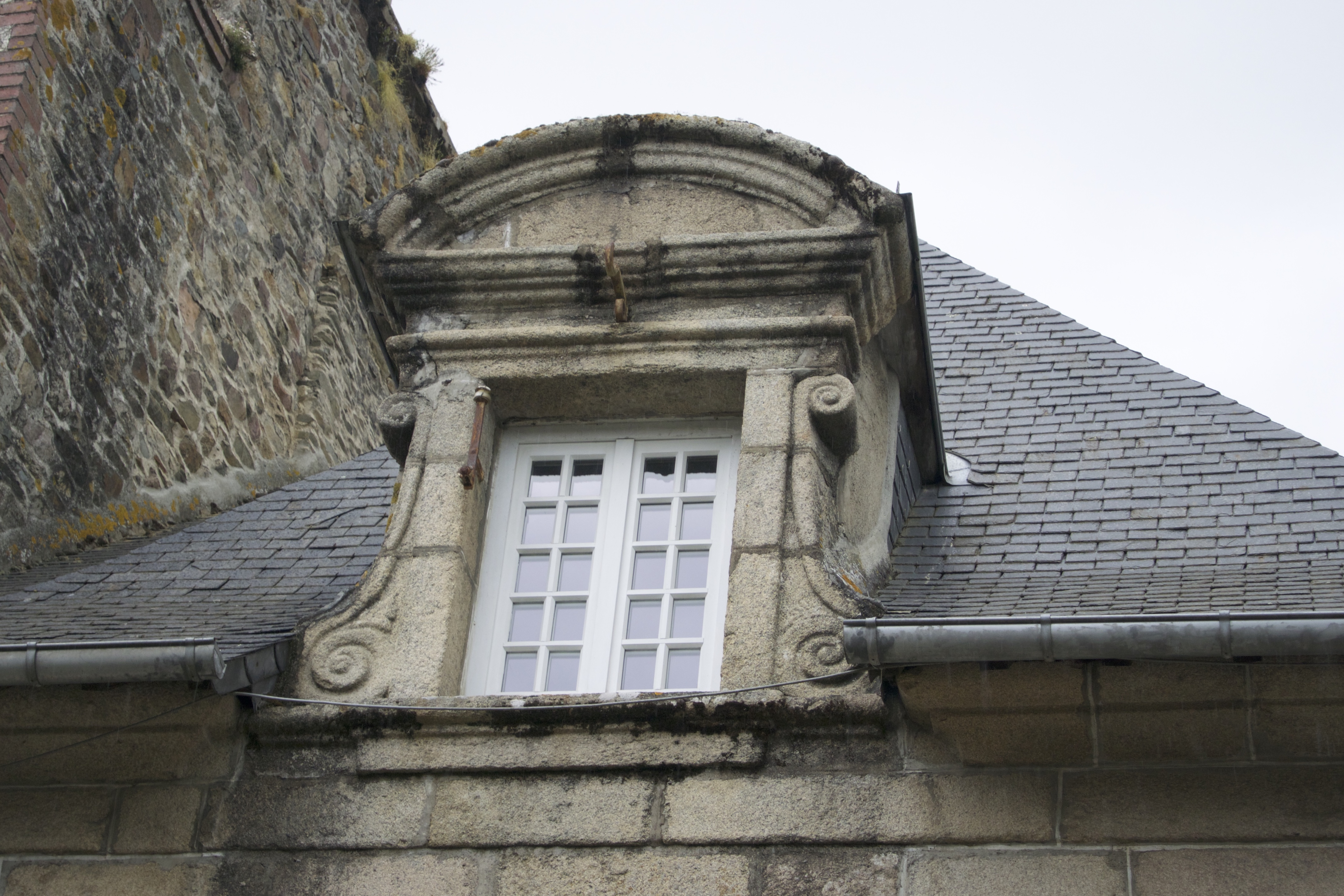
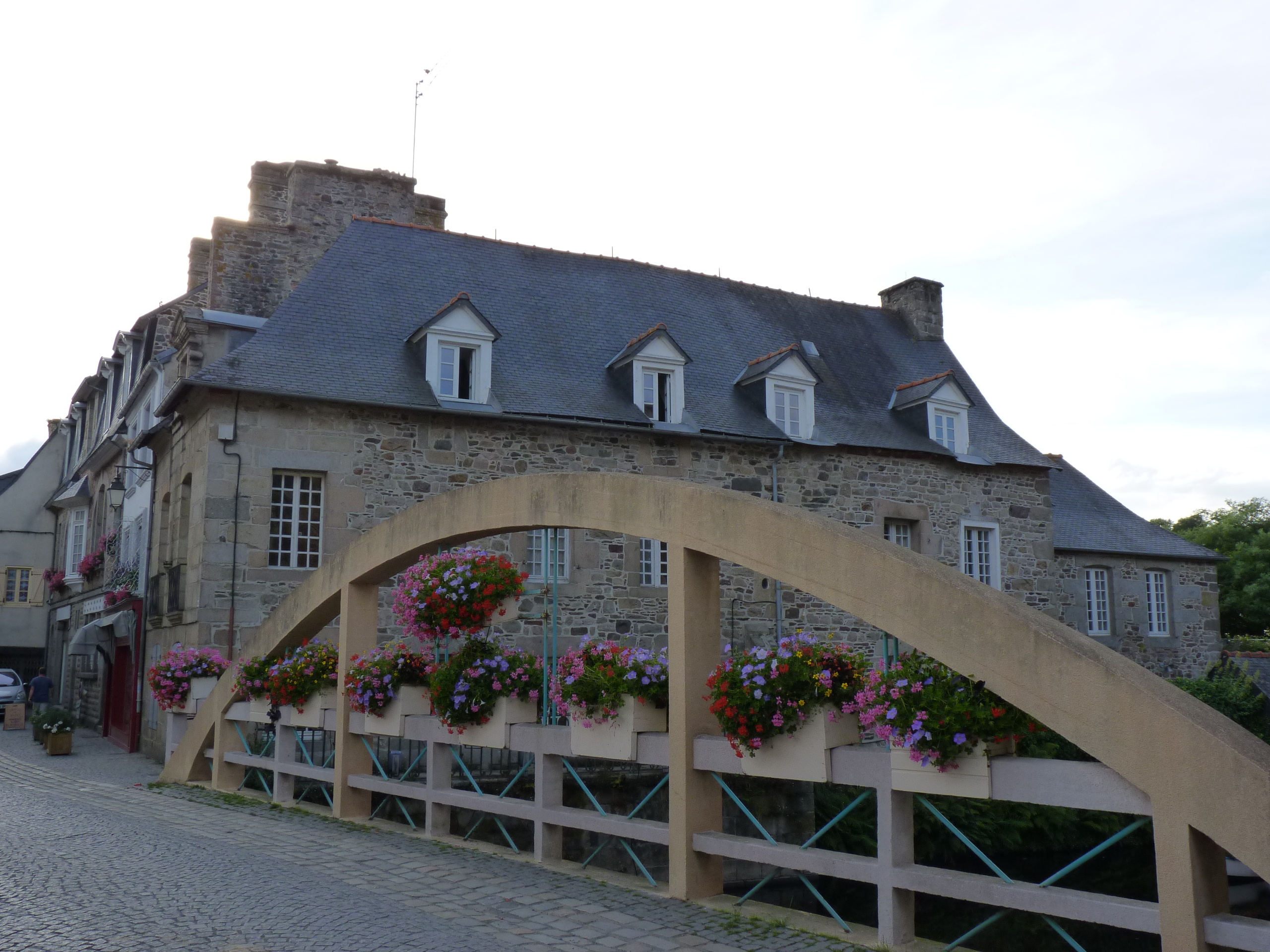